# Frauenkirche (Norimberga)
La parrocchiale di Nostra Signora (in tedesco: Stadtpfarrkirche Unserer Lieben Frau), più comunemente conosciuta come Frauenkirche (in italiano: chiesa di Nostra Signora), è uno dei principali luoghi di culto della città bavarese di Norimberga, in Germania. Sorge sul lato orientale della centrale piazza del Mercato.
La sua importanza si deve sia al carattere storico-architettonico sia al fatto che è la principale chiesa cattolica della città, parrocchiale per l'appunto.

## Storia

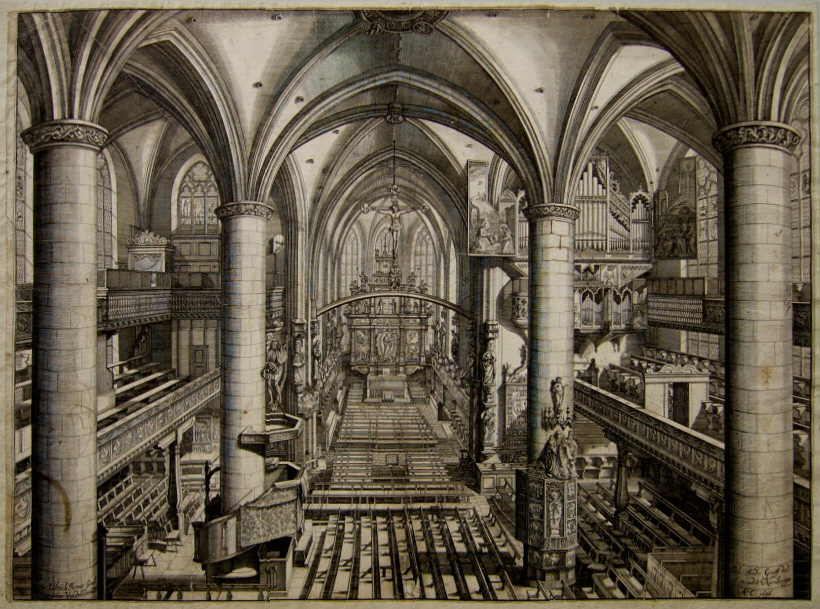
L'interno nel 1696

La chiesa venne eretta sul luogo di un'antica sinagoga ebraica distrutta dal Pogrom del 1349, scoppiato in seguito alla grande epidemia della peste nera.
La sua costruzione fu voluta dall'imperatore Carlo IV di Lussemburgo che volle farne la cappella della Corte imperiale. Il progetto venne affidato al grande architetto del tardogotico tedesco, Peter Parler, che la iniziò nel 1352. Nel 1358 la chiesa, terminata, venne consacrata alla Madonna, e nel 1361, in occasione del battesimo del figlio dell'imperatore Venceslao (futuro Venceslao IV, imperatore del Sacro Romano Impero), avvenuto nella vicina chiesa di San Sebaldo, vi vennero esposte le Regalia Imperiali, inclusi i reliquiari. Dal 1423, le Insegne imperiali furono permanentemente custodite a Norimberga, ed esposte al popolo una volta l'anno in questa chiesa; vi venne, dapprima, costruita un'apposita edicola in legno, poi sostituita con quella che sarà l'opera architettonica più particolare della chiesa stessa, il cosiddetto Michaelschörlein, il portichetto aggettante della facciata, realizzato tra il 1506 e il 1508 da Adam Kraft. Sul ricco frontone che lo sormonta venne aggiunto, nel 1509, un orologio animato in commemorazione alla Bolla d'oro emessa nel 1356 da Carlo IV. 
Nel 1442-43 Heinrich Traxdorf da Magonza vi aveva costruito due organi, uno medio uno piccolo; nel 1466 vi venne eretta una sacrestia, poi rinnovata nel 1487.
Passato al culto protestante nel 1525 con la Riforma, quando Norimberga ne divenne uno dei capolsaldi, l'edificio venne secolarizzato e allestito per il culto luterano, montando dei palchi sui muri laterali. Nel 1518, il pittore Albrecht Glockendon completò una versione miniata del registro parrocchiale, commissionataagli da Hans Stromer e Wilhelm Ebner.
Nel 1806 Norimberga viene compresa nel nuovo Regno di Baviera e per la prima volta vi venne praticata la libertà di religione. Fu allora che i cattolici si ristabilirono in città, e nel 1810 acquistarono la Frauenkirche. Fra il 1810 e il 1816 si inizia una profonda opera di restauro condotta da Lorenz Rotermundt, e contemporaneamente si procede al ri-arredo dell'edificio acquisendo opere d'arte dai conventi dei dintorni, andati demoliti. Nel 1816 la chiesa venne riconsacrata con una messa solenne, la prima messa cattolica ad esservi celebrata dopo oltre tre secoli.
I violenti bombardamenti aerei del 1945 recarono danni gravissimi alla chiesa, si salvarono solo i muri laterali, la preziosa facciata e le opere d'arte che tempestivamente furono messe al riparo nelle gallerie scavate sotto il castello. 
Nel 1946-1953 vennero riparati i danni di guerra e restaurata nuovamente nel 1989-1991, quando venne anche installata una stella di David nel pavimento in commemorazione del pogrom del 1349.

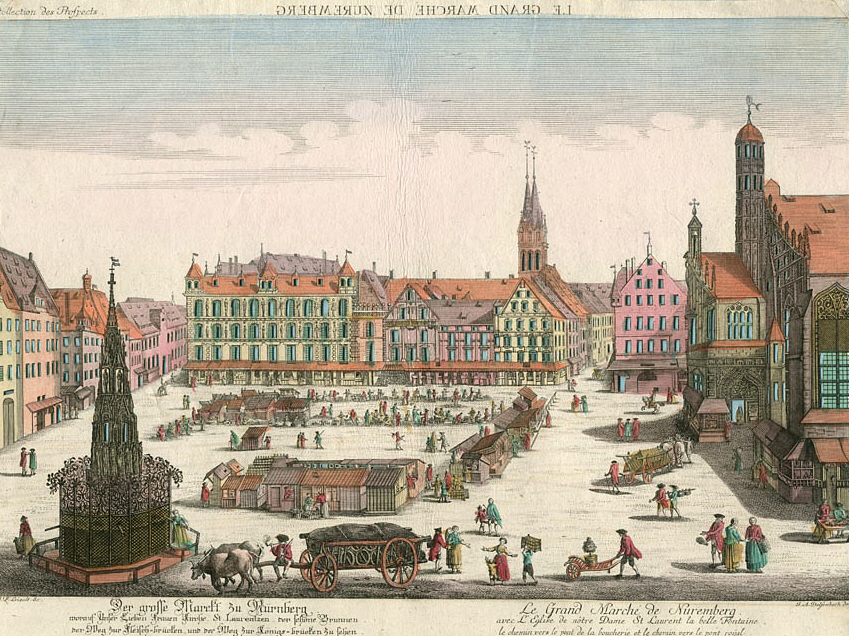
La chiesa e la piazza antistante nel 1730 circa
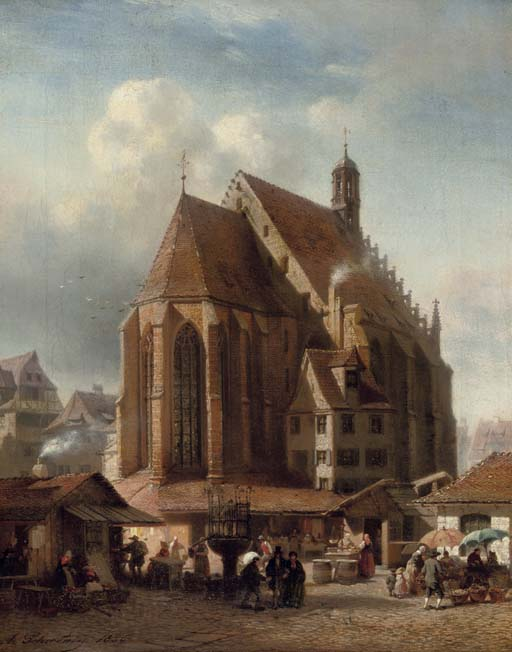
La chiesa nel 1856
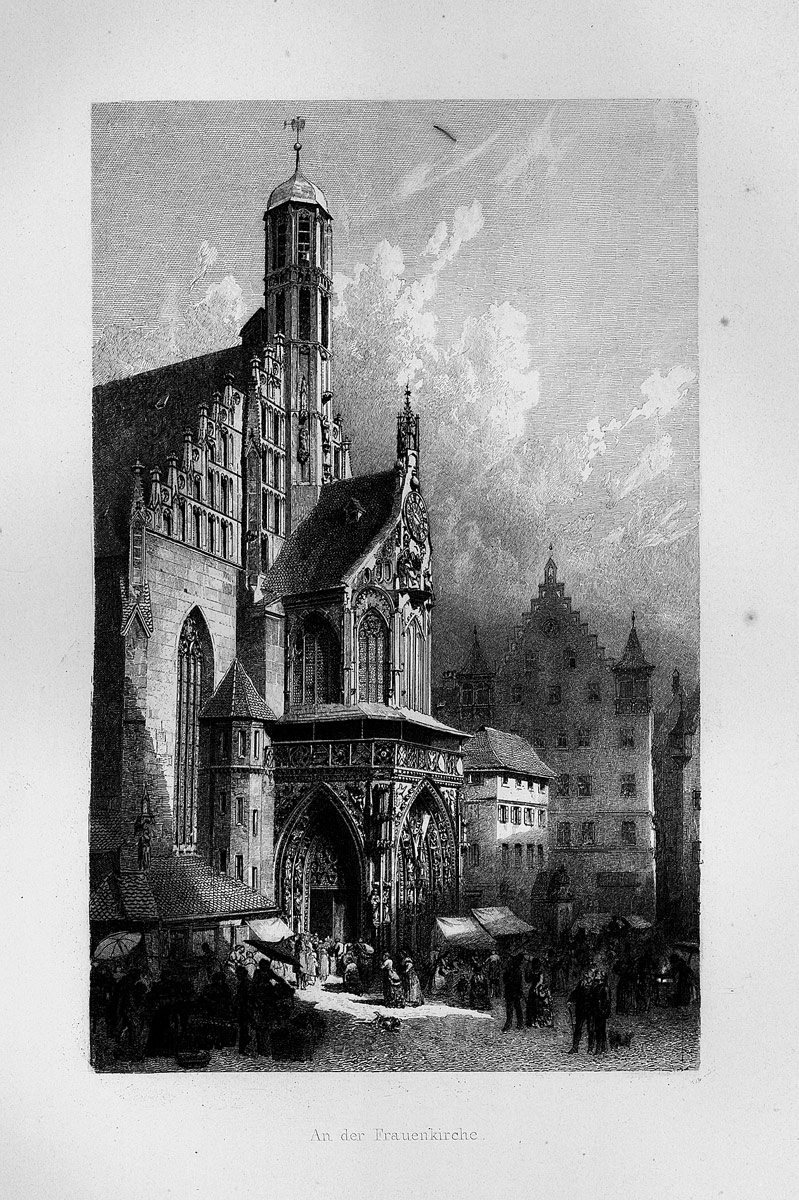
La chiesa negli anni 1870
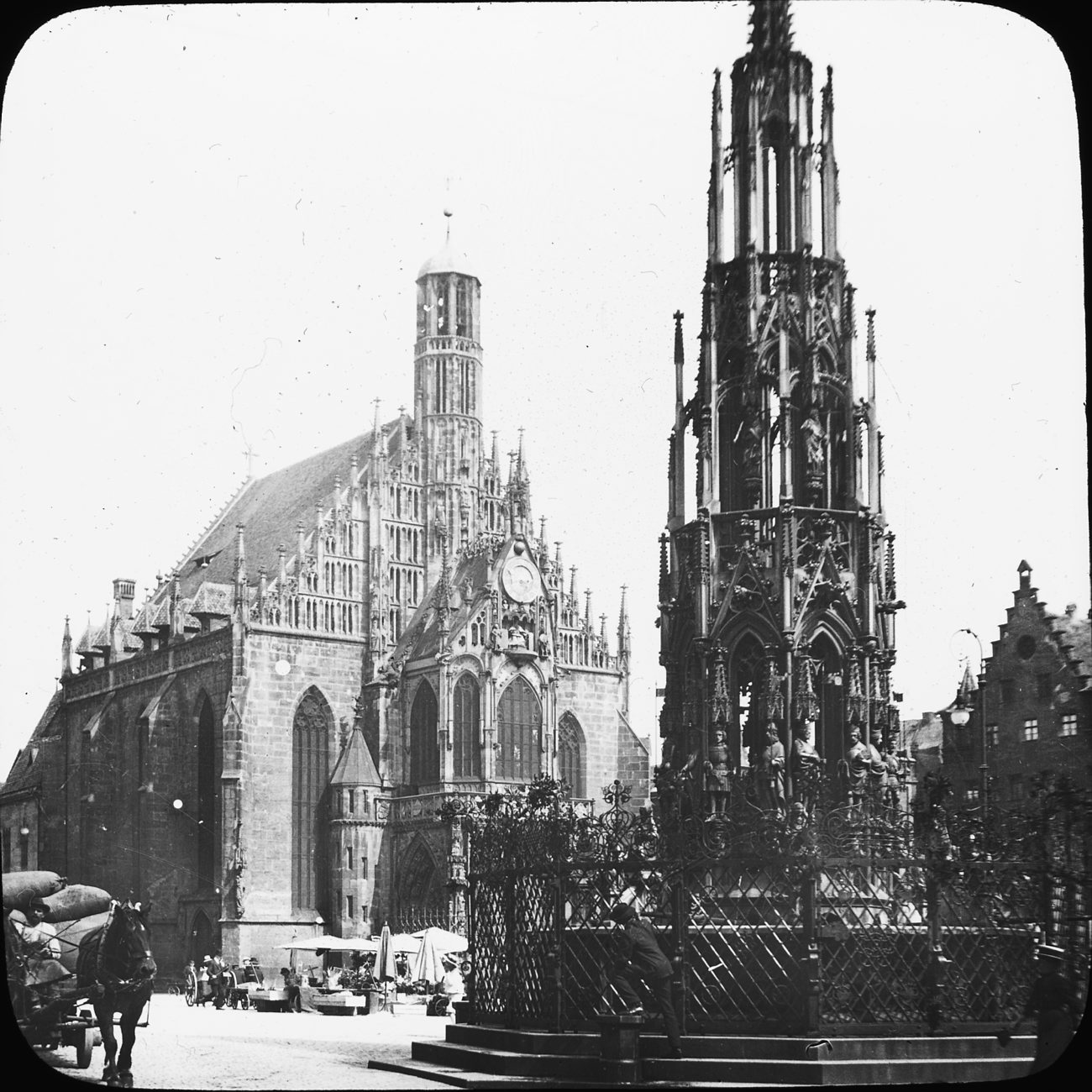
La chiesa nel 1910

## Descrizione

### Architettura

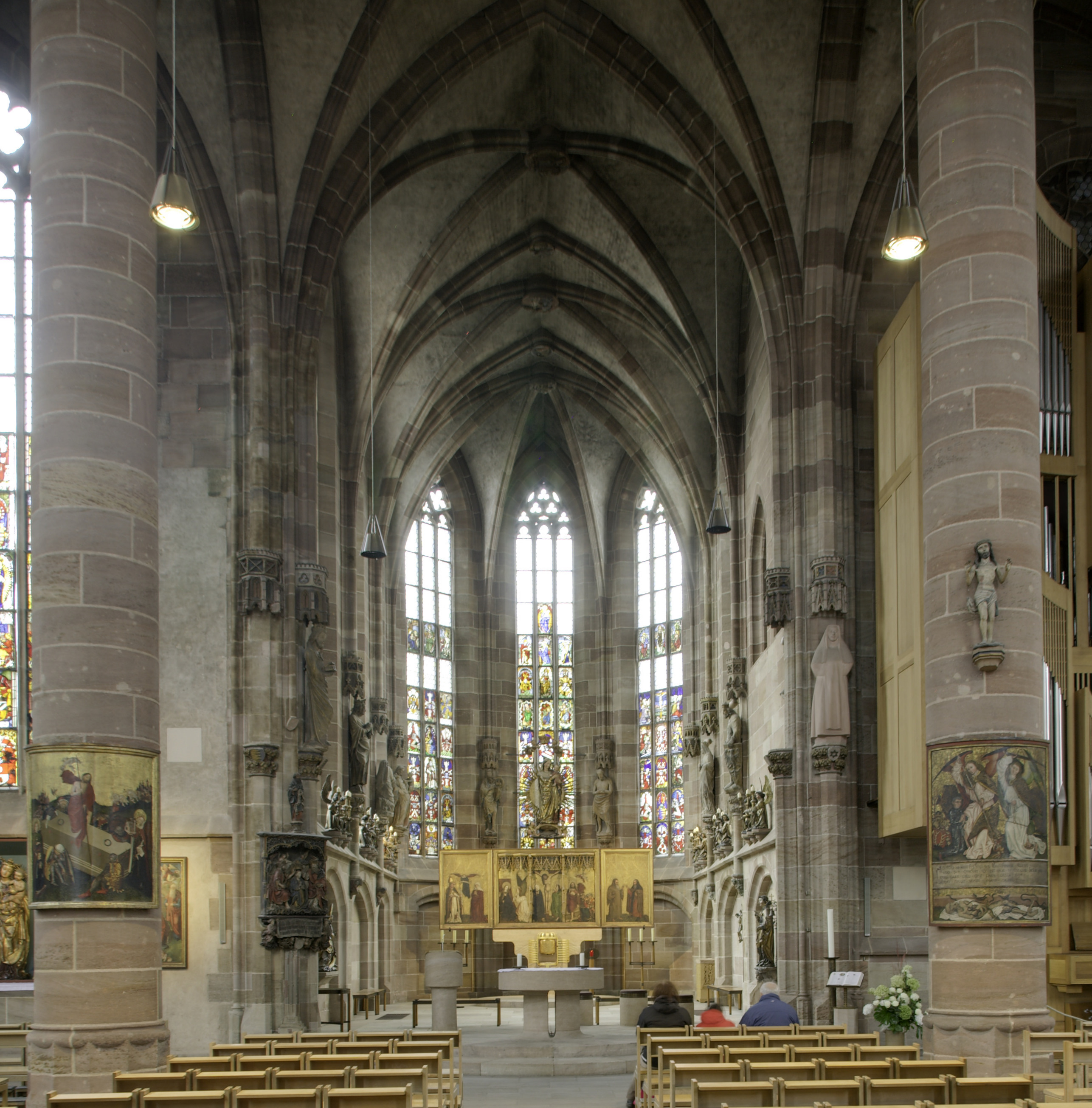
Interno

La chiesa rappresenta il più alto e unitario esempio dell'architettura gotica in città, fu anche la prima chiesa a sala della Franconia, eretta fra il 1352 e il 1358 da Peter Parler.
la compatta massa è slanciata dall'altissimo tetto e ingentilita dalla frastagliata e ricca facciata a capanna, dominata in cima dalla guglia delle campane, e incentrata sul cosiddetto Michaelschörlein, bovindo di San Michele, sorta di loggia da dove l'imperatore assisteva alle funzioni religiose. È dedicato a san Michele, santo patrono dell'imperatore e del Sacro Romano Impero. Forse all'origine progettato ancor più imponente, venne usato anche come enorme ostensorio per l'esposizione al popolo delle Insegne imperiali. È costituito da due livelli coronati dal frontone recante il celebre orologio-carillon. In basso un bel portale gemino con rilievi del 1360, in gran parte originali, immette nel "portichetto", sorta di piccolo nartece, ove un altro portale di August von Essenwein, neogotico, dipinto, del 1880 immette nell'interno. Al di sopra l'altro piano è circondato da vetrate dai bellissimi trafori.
L'edificio, presenta una pianta quadrata con coro fortemente aggettante. All'interno è divisa in tre navate da quattro pilastri cilindrici che sorreggono belle volte a crociera. Le Regalia Imperiali in un primo momento venivano esposte al centro, fra le quattro colonne. Vi sono conservate numerose opere d'arte che vanno dal Medioevo al Rinascimento.

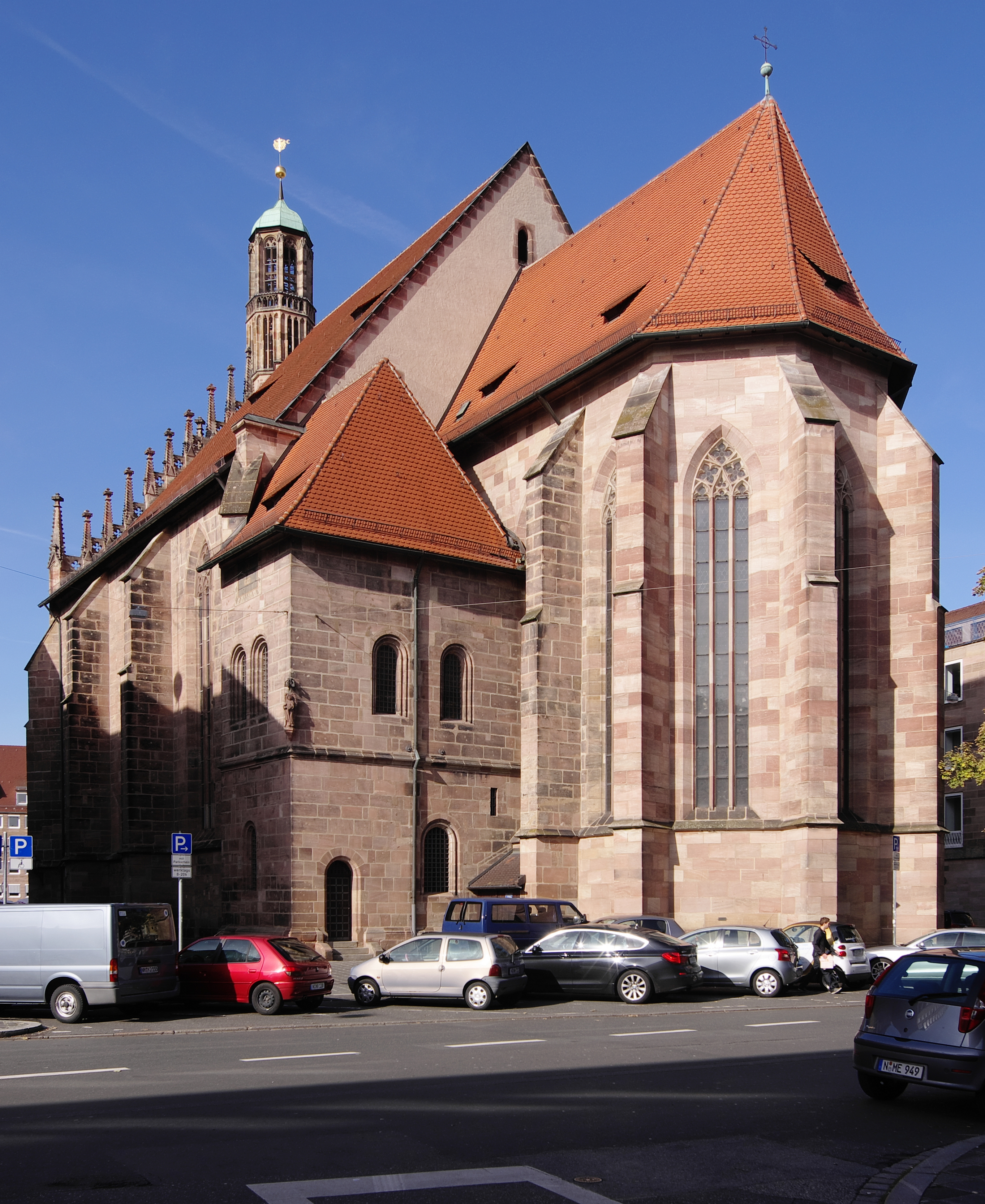
Esterno dell'abside
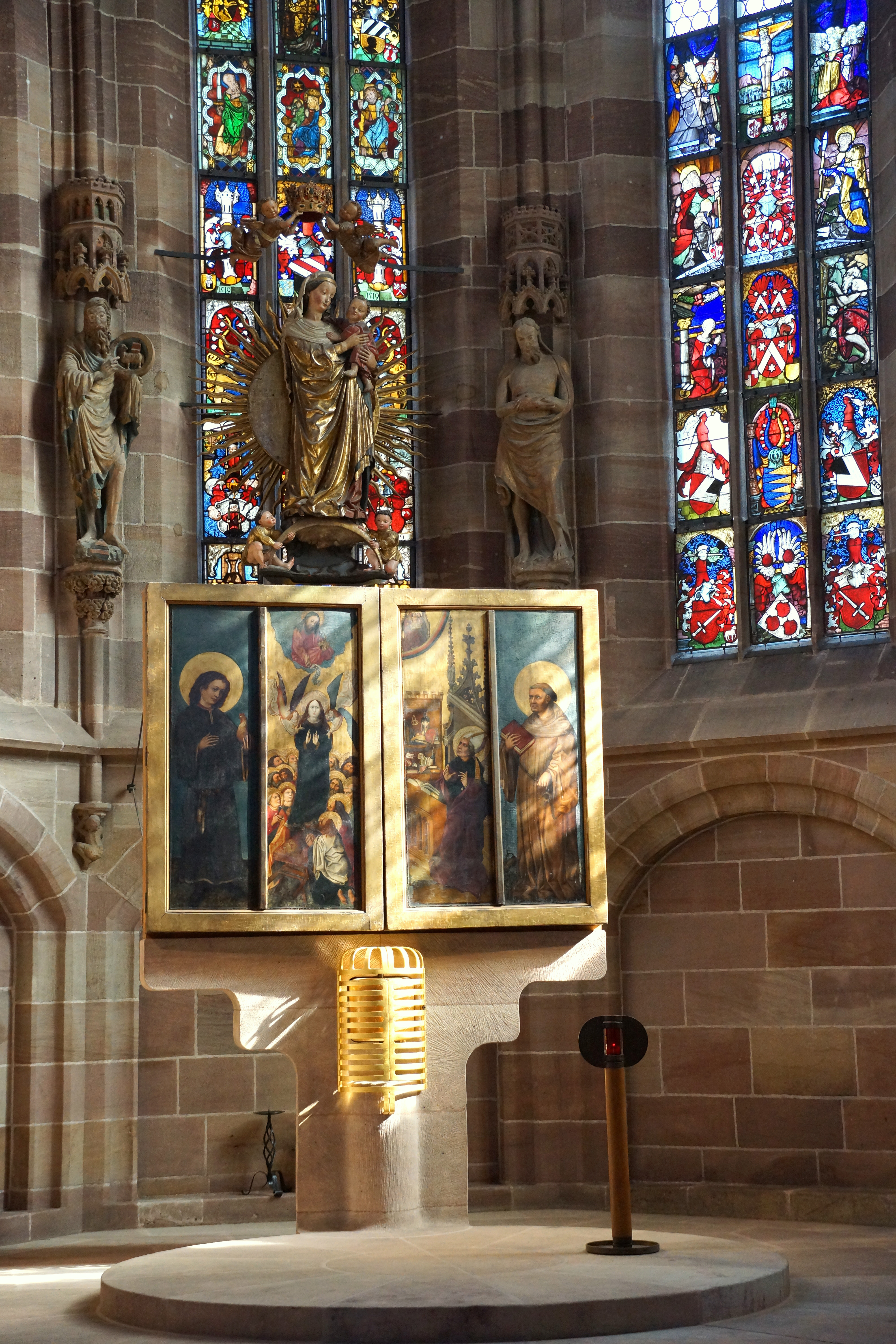
Interno dell'abside
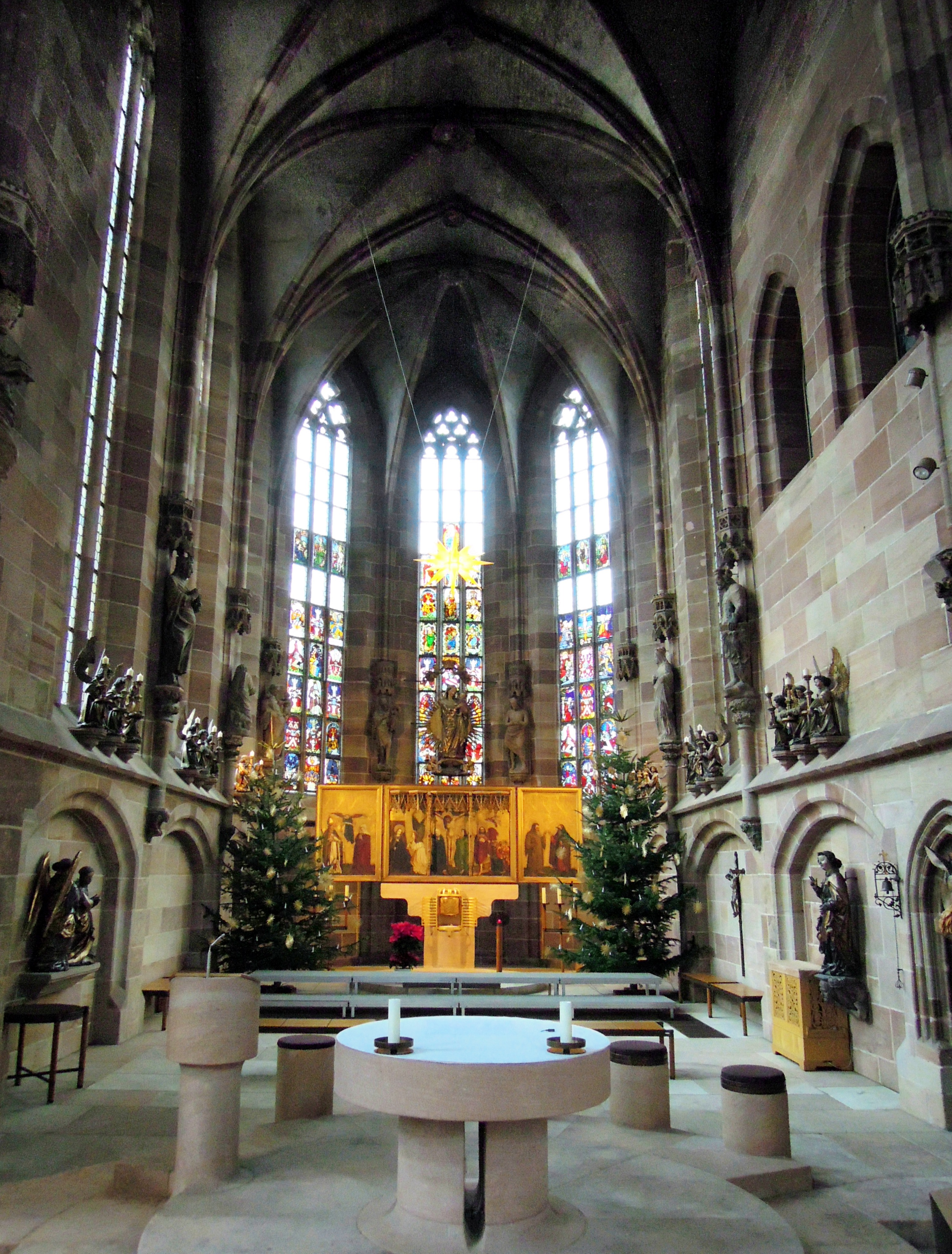
Il presbiterio
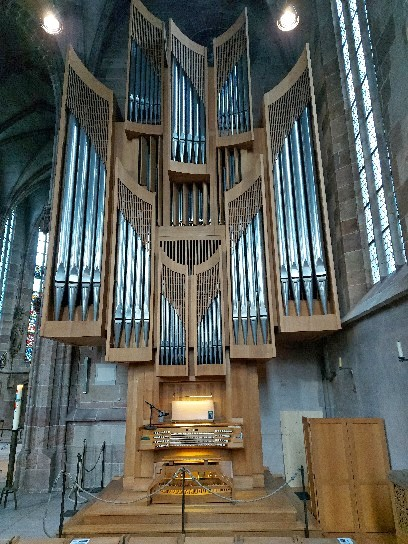
L'organo a canne
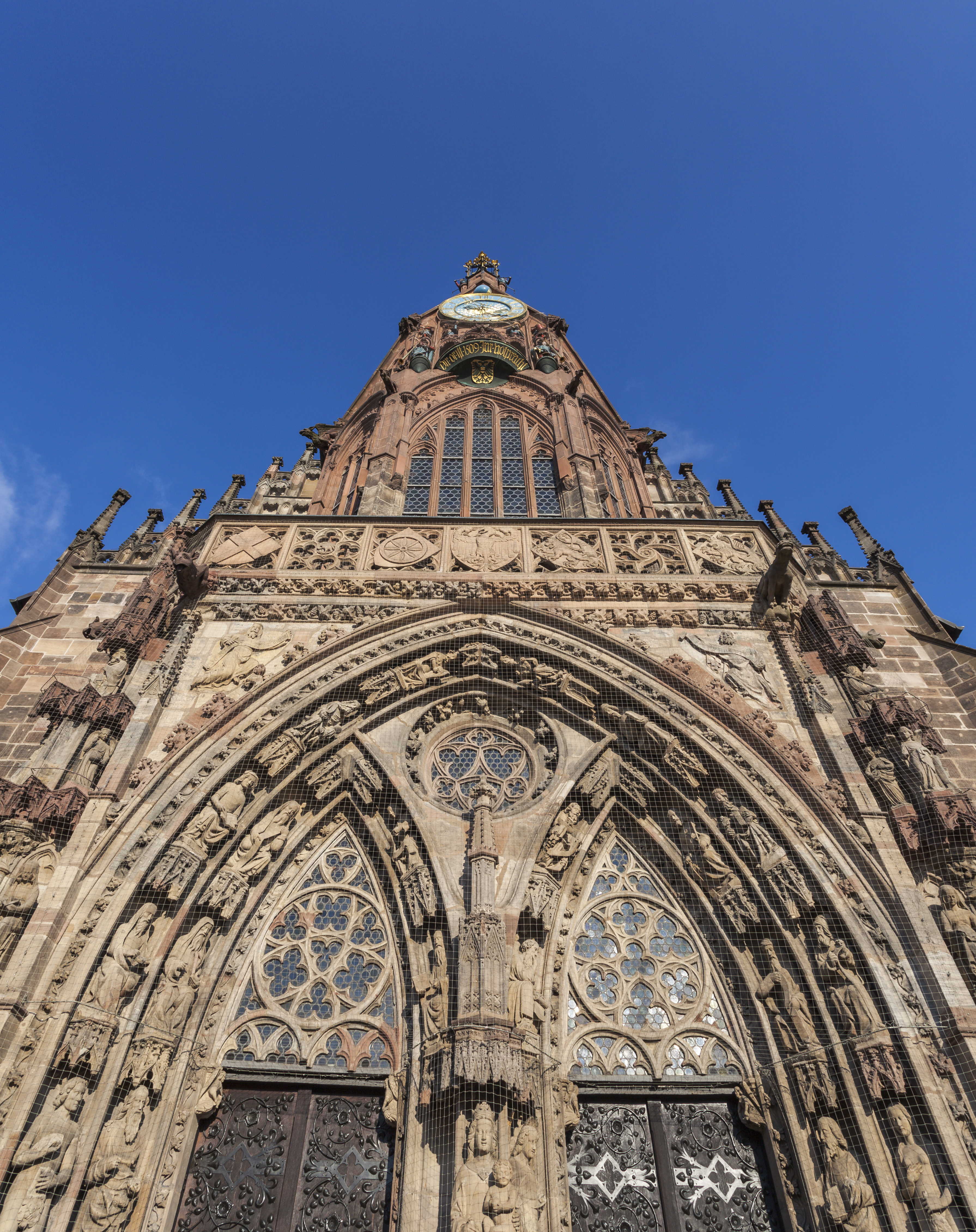
Facciata

### Opere d'arte

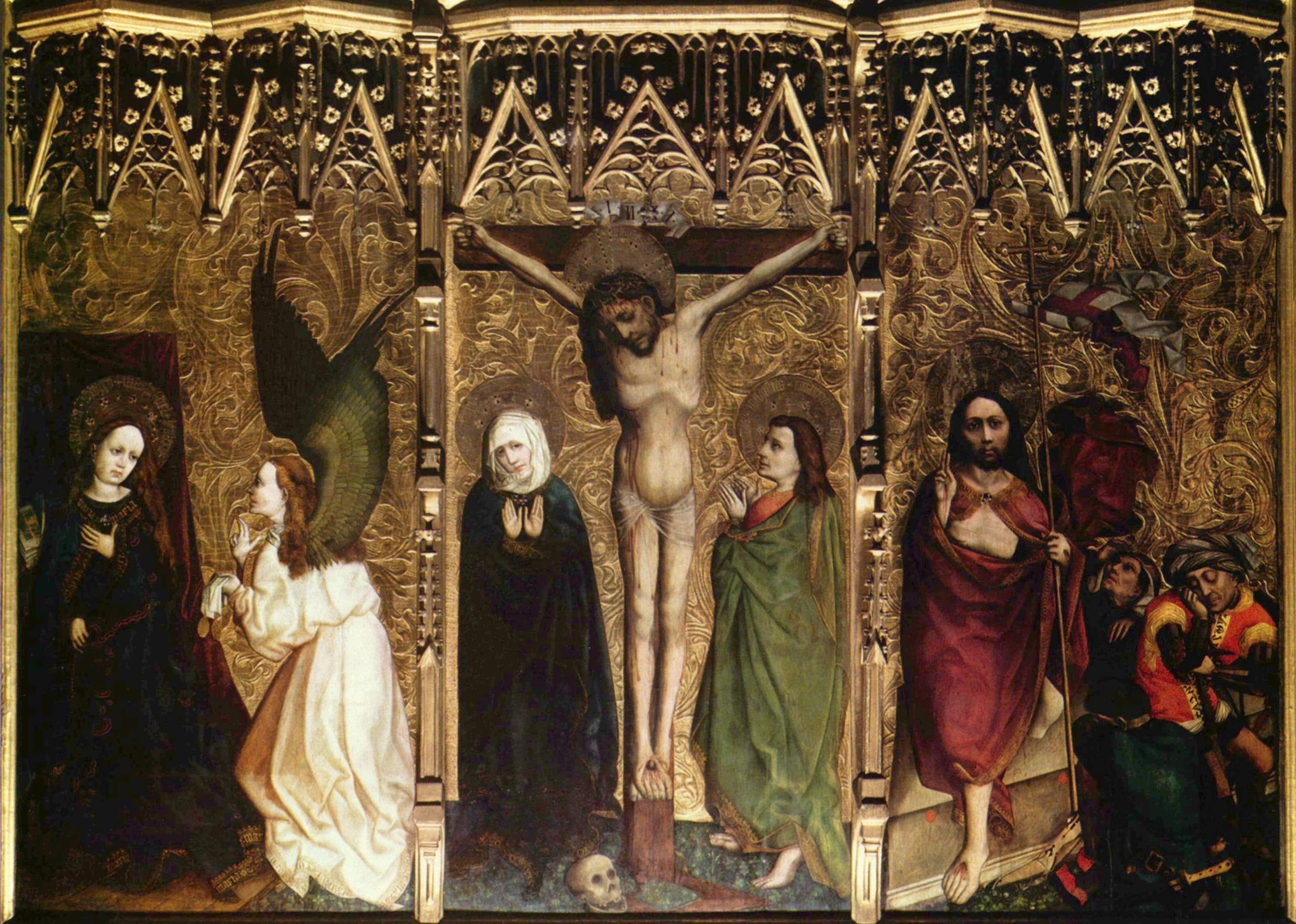
La parte centrale del Tucheraltar

- Tucheraltar, l'Altare della Famiglia Tucher è incentrato su un prezioso trittico, un capolavoro della pittura norimerghese primitiva realizzato da un Maestro ignoto fra il 1440 e il 1450. Proviene dall'altar maggiore dell'antico Convento agostiniano demolito nel 1816. Raffigura Sant'Agostino in conversazione con sua madre Santa Monica, la Annunciazione, la Crocifissione, la Risurrezione, ed i Santi eremiti Paolo e Antonio. I personaggi su sfondo oro, raffigurati già con vivacità, segnano il passaggio dalla pittura medievale a quella del Rinascimento.
- Epitaffio Rebeck, venne realizzato dal grande scultore locale Adam Kraft attorno al 1500 per la famiglia Rebeck. Mostra la Incoronazione di Maria per opera di Dio Padre e Figlio.
- Epitaffio Peringsdörffer, realizzato in arenaria nel 1498 ancora da Adam Kraft per questa famiglia che lo donò all'epoca al Convento agostiniano oggi scomparso. Vi è rappresentata la Vergine protettrice della cristianità. Sotto il suo manto accoglie a sinistra nobili ed ecclesiastici, insieme al popolo; a destra sono i membri della famiglia committente.
- Angeli candelabro, serie di 18 candelabri posti nei finestroni, risalenti al 1510 circa, della Scuola di Veit Stoss.
- Vetrate. Vi si conservano ancora alcune vetrate antiche, come resti di quella detta dell'Imperatore, in quanto donata da Carlo IV; e altre, donate da famiglie patrizie cittadine del XVI e XVII secolo.

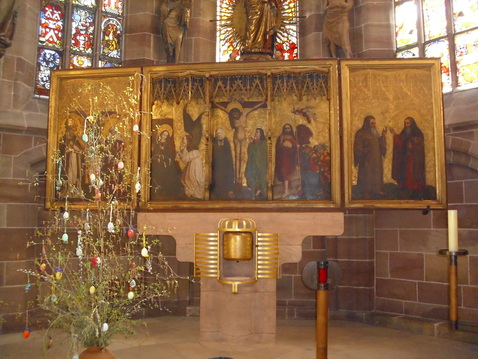
Il Tucheraltar aperto
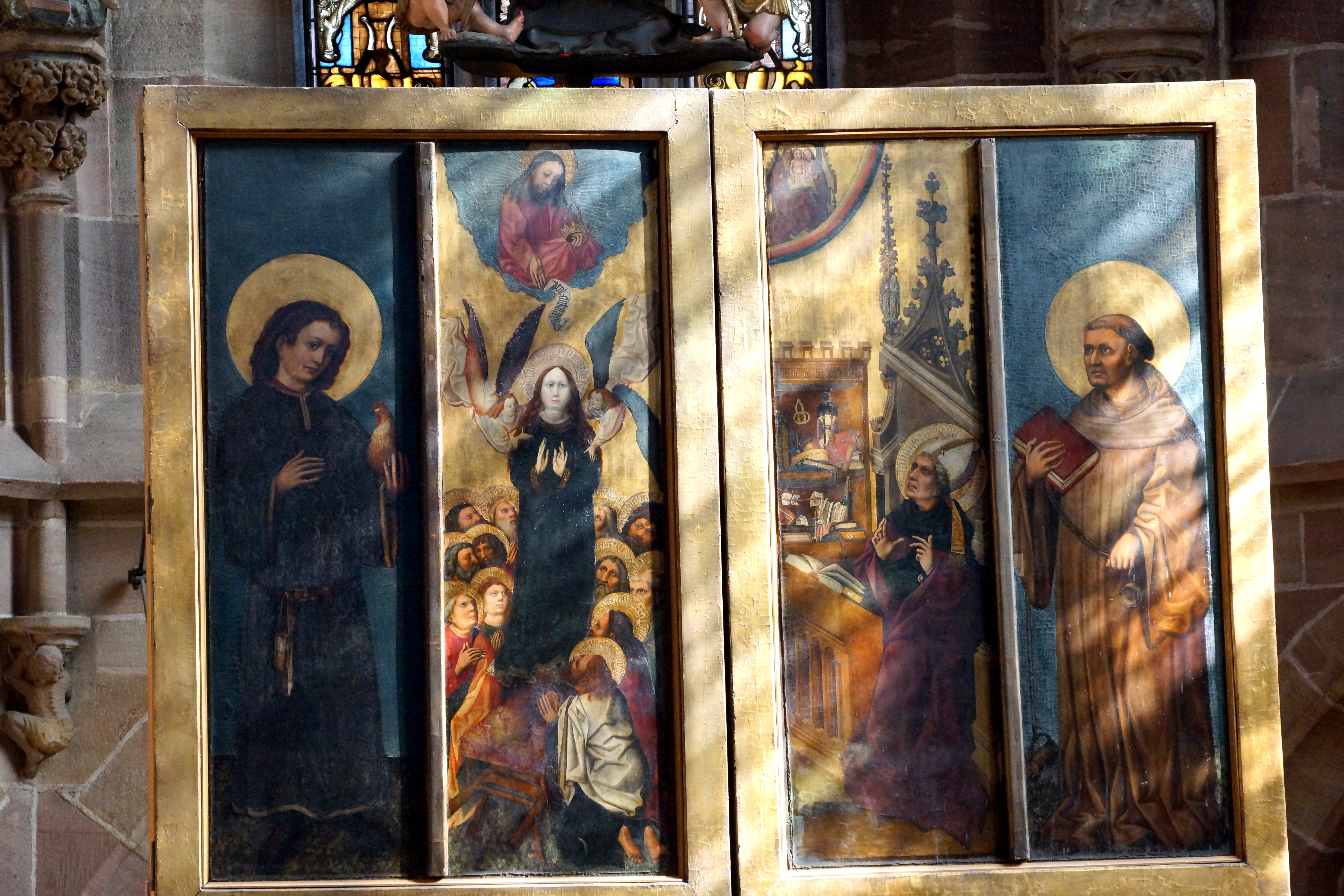
Il Tucheraltar chiuso
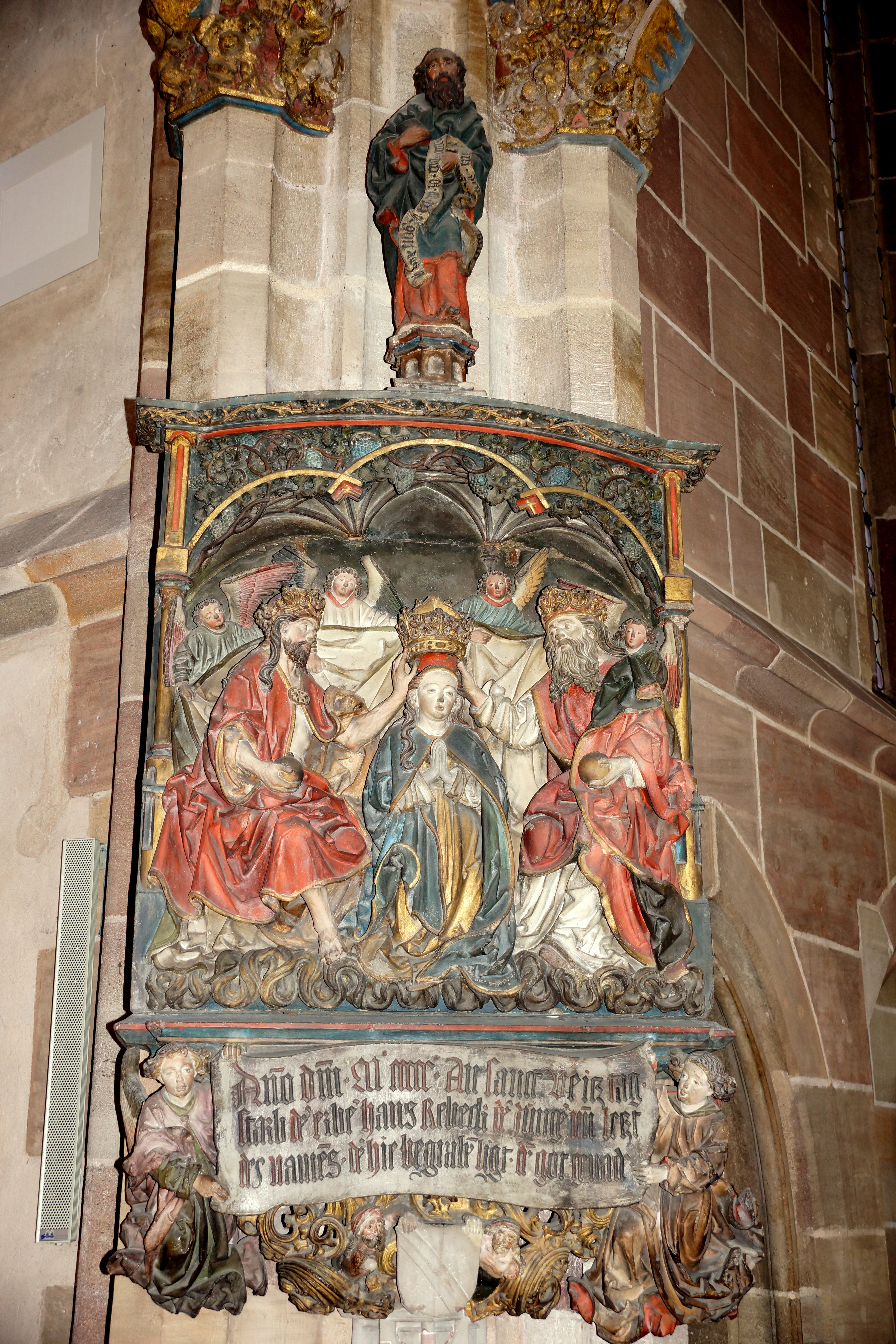
L'Epitaffio Rebeck
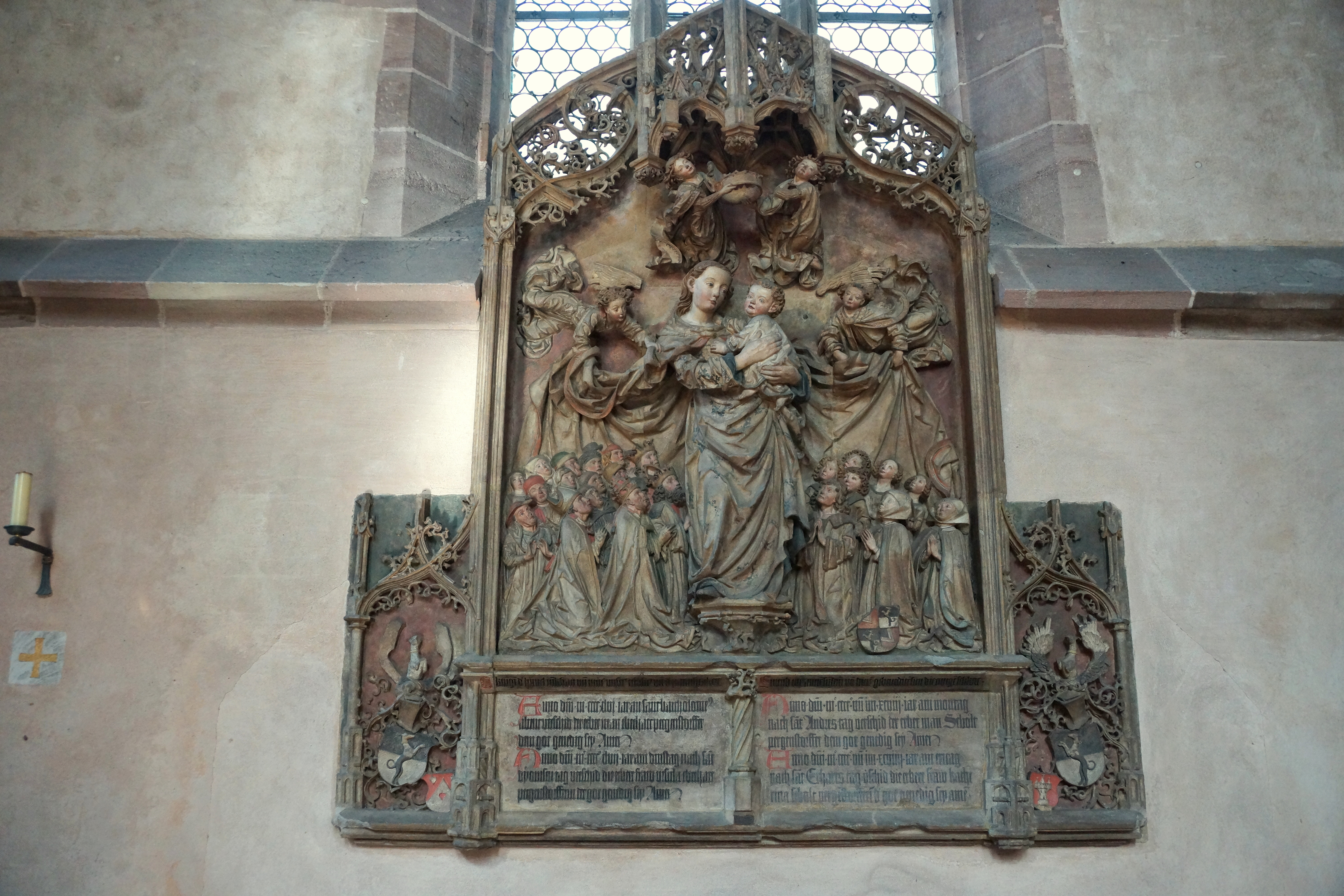
L'Epitaffio Peringsdörffer

### Orologio-carillon

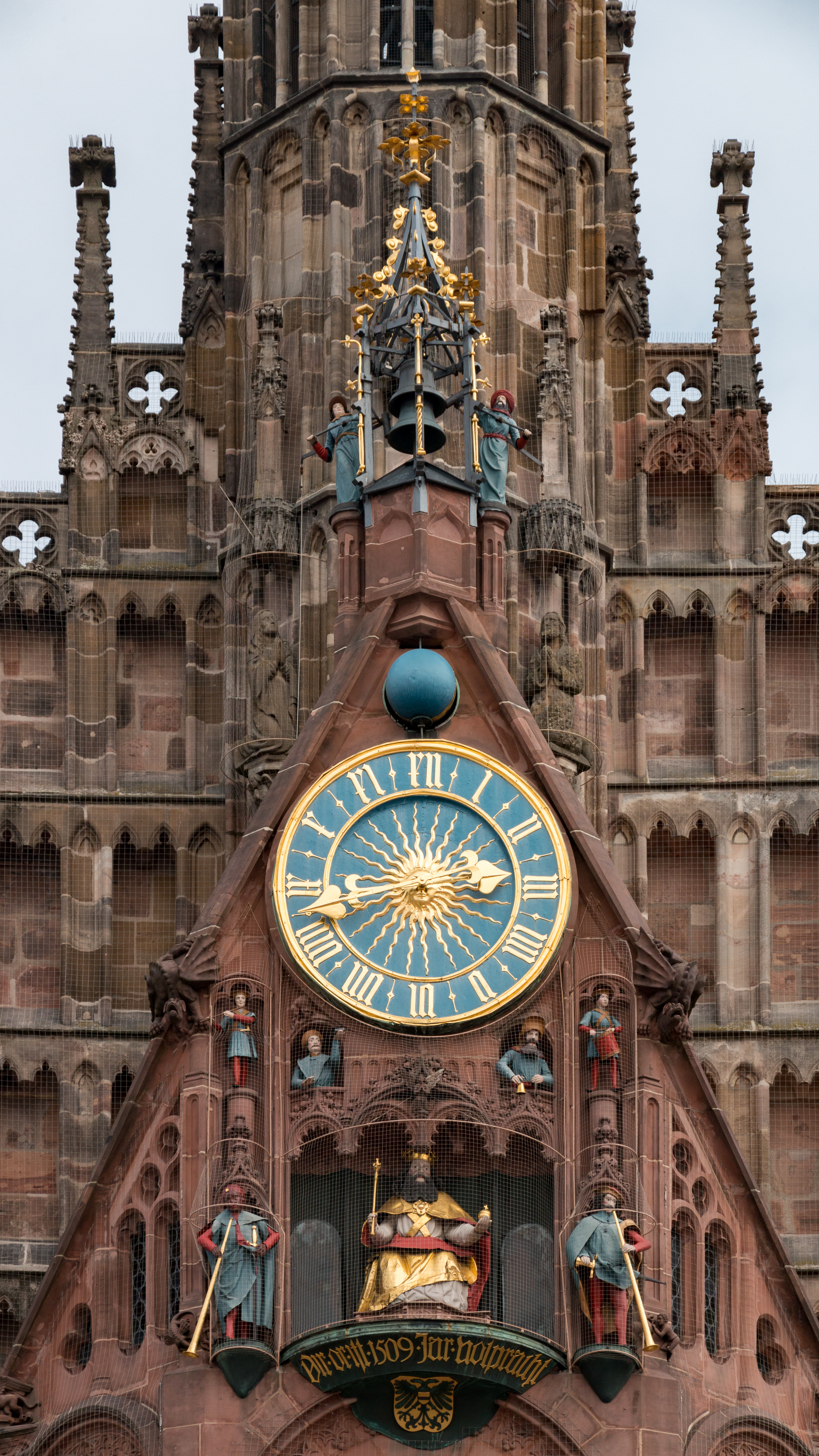
Vista frontale dell'intero orologio-carillon

Detto Männleinlaufen si trova sul frontone della facciata della chiesa. È un orologio-carillon animato da automi meccanici in rame rappresentanti 2 turchi, 6 araldi e 7 Principi elettori che sfilano davanti all'imperatore. Sopra la finestra dei personaggi è l'orologio sormontato da una sfera blu e oro a segnare le fasi lunari. In cima al timpano è una guglietta in ferro battuto e dipinto portante una campana. Venne progettato e realizzato fra il 1506 e il 1509 dal Mastro orologiaio Jörg Heuss aiutato dal fabbro Sebastian Lindenast il Vecchio. La scena evoca l'emanazione della Bolla d'oro avvenuta nel 1356 da parte dell'imperatore Carlo IV, che decretava che l'Imperatore neoeletto doveva indire la prima riunione del governo a Norimberga.
A mezzogiorno in punto, al suonare delle campane cittadine, si anima la scena: in alto, in cima al frontone, due turchi battono sulla campana; in seguito nel centro del timpano due araldi iniziano ad alzare le trombe; altri due suonano, un tamburo e un piffero, poi in una finestra un araldo aprendo e chiudendo la bocca, suona un campanello, e un altro mostra la Charta. In seguito, da una porticina escono gli elettori che sfilano per tre volte davanti all'imperatore mostrante le Regalia Imperiali.

### Organo a canne
L'organo a canne della cattedrale è stato costruito nel 1988 dalla ditta organaria tedesca Klais Orgelbau riutilizzando il materiale fonico del precedente strumento, costruito dalla stessa ditta nel 1985.
L'organo è a trasmissione mista, meccanica per i manuali e il pedale ed elettrica per i registri e le combinazioni, ed è racchiuso all'interno di una moderna cassa lignea collocata in fondo alla navata destra. La consolle ha tre tastiere di 58 note ciascuna e pedaliera di 32.
Di seguito, la disposizione fonica:
| Prima tastiera - Hauptwerk |        |
| Gedackt                    | 16'    |
| Principal                  | 8'     |
| Doppelflöte                | 8'     |
| Gemshorn                   | 8'     |
| Octave                     | 4'     |
| Spitzflöte                 | 4'     |
| Quinte                     | 2.2/3' |
| Superoctave                | 2'     |
| Mixtur                     | V      |
| Cornet V                   | 8'     |
| Trompete                   | 8'     |

| Seconda tastiera - Positiv |        |
| Bourdon                    | 8'     |
| Quintade                   | 8'     |
| Principal                  | 4'     |
| Flötgedeckt                | 4'     |
| Nasard                     | 2.2/3' |
| Octave                     | 2'     |
| Terz                       | 1.3/5' |
| Larigot                    | 1.1/3' |
| Scharff                    | IV     |
| Cromorne                   | 8'     |
| Vox humana                 | 8'     |
| Tremulant                  |        |

| Terza tastiera - Schwellwerk |     |
| Holzprincipal                | 8'  |
| Rohrflöte                    | 8'  |
| Gamba                        | 8'  |
| Vox coelestis                | 8'  |
| Geigenprincipal              | 4'  |
| Flûte octaviante             | 4'  |
| Blockflöte                   | 2'  |
| Plein jeu                    | V   |
| Basson                       | 16' |
| Trompette harmonique         | 8'  |
| Hautbois                     | 8'  |
| Tremulant                    |     |

| Pedal        |         |
| Principalbaß | 16'     |
| Subbaß       | 16'     |
| Quinte       | 10.2/3' |
| Octave       | 8'      |
| Rohrgedackt  | 8'      |
| Tenoroctave  | 4'      |
| Rauschpfeife | IV      |
| Posaune      | 16'     |
| Trompete     | 8'      |